# بلدة بنتون (مقاطعة إيتون)
بنتون، مقاطعة إيتون (بالإنجليزية: Benton Township, Eaton County, Michigan)‏ هي بلدة تقع بولاية ميشيغان في الولايات المتحدة. تبلغ مساحتها 87.4 (كم²)، وترتفع عن سطح البحر 268 م، بلغ عدد سكانها 2712 نسمة في عام تعداد الولايات المتحدة 2000 حسب إحصاء مكتب تعداد الولايات المتحدة وتصل الكثافة السكانية فيها 31 نسمة/كم2.

## وصلات خارجية
- The US50 - Cities and Towns in Michigan State
- Michigan Cities and Towns, Facts, Map, Flag, Colleges, Government, and More